# کانن ئی‌اواس دی‌سی‌اس ۳
کانن ئی‌اواس دی‌سی‌اس ۳ (به انگلیسی: Canon EOS DCS 3) یک دوربین عکاسی تک‌لنزی بازتابی ساخت شرکت کانن است.